# Зеолит
Зеолити представљају групу минерала сложених хидратисаних силиката натријума, калијума и калцијума. Минерали ове групе имају хидротермално порекло и најчешће се појављују уз младе вулканске стене запуњавајући шупљине у њима. У групи зеолита се налази око 200 минерала, а најчешће се појављују:
- шабазит
- хојландит
- десмин
- натролит
- филипсит
- апофилит
- аналцим
- томсонит
- клиноптилолит

Зеолити кристалишу на више начина, а најчешће граде миметске близанце, листатсте, стубасте, игличасте и фиброзне агрегате. У кристалној решетки имају слабо везану воду коју на повишеној температури отпуштају, али је лако и везују из атмосфере засићене воденом паром.

## Налазишта
У Србији су појаве зеолита констатоване у Тимочкој еруптивној области, околини Сталаћа, Врања, Јошаничке бање, Гњилана и Бруса. Најбоље истраженим се сматрају појаве у Тимочкој еруптивној области, а експлоатација зеолита се врши у локалитету Игрош код Бруса.

## Примена
Зеолит је у природи „неактиван“. Његове адсорпционе способности и капацитет катјонске измене се активирају механичком обрадом. Активизирани зеолит се као еколошки препарат користи у пољопривреди и сточарству. Он се примењује за раздвајање гасова услед његове могућности адсорпције, а самим тим и за сакупљање непријатних мириса.